# Laphria mitsukurii
Laphria mitsukurii là một loài ruồi trong họ Asilidae. Laphria mitsukurii được Coquillett miêu tả năm 1899. Loài này phân bố ở vùng Cổ Bắc giới và châu Á.